# Kurzia tenax
Kurzia tenax là một loài rêu tản trong họ Lepidoziaceae. Loài này được (Grev.) Grolle miêu tả khoa học lần đầu tiên năm 1963.